# Harry Lüttger
Harry Lüttger (* 9. Oktober 1919 in Berlin; † 2005 ebenda) war ein deutscher Maler und Grafiker.

## Leben  und Werk
Harry Lüttger besuchte von 1946 bis 1948 die Käthe-Kollwitz-Kunstschule Berlin. Ab 1949 war er in Berlin freischaffend als Maler und Grafiker tätig. Von 1952 bis 1991 gehörte er dem Verband Bildender Künstler der DDR an. Von 1953 bis 1977 hatte Lüttger einen Lehrauftrag an der Humboldt-Universität Berlin. 1970 gehörte er mit den Künstlern Georg Sailer, Paul Schultz-Liebisch und Heinz Worner zu den Initiatoren des jährlichen „Festes an der Panke“ in Berlin-Pankow.
Lüttger hatte in der DDR eine bedeutende Anzahl von Ausstellungen und Ausstellungsbeteiligungen, u. a. 1967/1968, 1972/1973 und 1987/1988 an den Deutschen Kunstausstellungen bzw. Kunstausstellung der DDR. 1984 erhielt er den Goethe-Preis der Stadt Berlin.
1999 half Lüttger Günter Horn in Grammentin das größte Wandbild Mecklenburg-Vorpommerns zu schaffen.

## Darstellung Lüttgers in der bildenden Kunst (Auswahl)
- Christian Borchert: Der Maler Harry Lüttger in seinem Atelier (eine von mehreren Fotografien, 1982)[2]

## Werke (Auswahl)
- Der Strahlenforscher Prof. Dr. Schreiber (Pastell, 1953; ausgestellt 1953 auf der Dritten Deutschen Kunstausstellung)[3]
- Industrie am Kanal (Pastell, 1952; ausgestellt 1953 auf der Dritten Deutschen Kunstausstellung)[4]
- Liegender Akt (Tafelbild, Öl, 1964; ausgestellt 1967/1968 auf der VI. Deutschen Kunstausstellung)[5]
- Auf der Mole (Tafelbild, Öl, 1971; ausgestellt 1972/1973 auf der VII. Kunstausstellung der DDR; im Bestand des Kunstarchivs Beeskow)[6]
- Camping am Teupitzsee (Tafelbild, Öl, 1971; im Bestand des Kunstarchivs Beeskow)[7]
- Zum 30. Jahrestag der Befreiung (Mappenwerk mit 5 Siebdrucken; 1975; Auftragsarbeit)[8]

## Einzelausstellungen (Auswahl)
- 1982: Bautzen, Kunstgalerie
- 1985: Prenzlau, Kleine Galerie des VEB MAW Armaturenwerk Prenzlau